# Labidiaster
Labidiaster is een geslacht van zeesterren uit de familie Heliasteridae. De wetenschappelijke naam van het geslacht werd in 1871 voorgesteld door Christian Frederik Lütken.

## Soorten
- Labidiaster annulatus Sladen, 1889
- Labidiaster radiosus Lütken, 1872